# Off the Wall (Budd Johnson)
| Recensione | Giudizio |
| ---------- | -------- |
| AllMusic   |          |

Off the Wall è un album a nome Budd Johnson with Joe Newman, pubblicato dall'etichetta discografica Argo Records nel maggio del 1965 .

## Tracce

### LP
Lato A
1. Off the Wall – 5:05 (musica: Budd Johnson)
2. The Folks Who Live on the Hill – 5:17 (testo: Oscar Hammerstein II – musica: Jerome Kern)
3. Love Is the Sweetest Thing – 7:24 (Ray Noble)

Lato B
1. Strange Music – 4:50 (Robert Wright, George Forrest)
2. Baubles, Bangles and Beads – 6:05 ((basata su una melodia di Alexander Borodin) Robert Wright, George Forrest)
3. Ill Wind – 4:50 (testo: Ted Koehler – musica: Harold Arlen)
4. Playin' My Hunch – 4:44 (musica: Budd Johnson)

## Musicisti
- Budd Johnson – sassofono tenore
- Joe Newman – tromba
- Al Dailey, Jr. – piano
- Richard Davis – contrabbasso (brani: Off the Wall / The Folks Who Live on the Hill / Ill Wind / Playin' My Hunch)
- George Duvivier – contrabbasso (brani: Love Is the Sweetest Thing / Strange Music / Baubles, Bangles and Beads)
- Grady Tate – batteria

Note aggiuntive
- Esmond Edwards – produttore, foto copertina album originale
- Registrazioni effettuate il 3 dicembre 1964 al RCA Recording Studios di New York City, New York
- Ray Hall – ingegnere delle registrazioni
- Don Bronstein – design copertina album originale
- Joe Segal – note retrocopertina album originale [3]